# Пузанов Олександр Геннадійович
Пузанов Олександр Геннадійович (н. 26 лютого 1977 р.) — український політичний та державний діяч, правознавець. Колишній член забороненої в Україні проросійської політичної партії соціального спрямування - ОПЗЖ. Голова Київської міської організації політичної партії «Опозиційний блок» (з травня 2015 р), екс-заступник голови Київської міської державної адміністрації (КМДА) — керівник апарату (червень 2010 р. — квітень 2014 р.).
Народний депутат України 9-го скликання. Член Комітету Верховної Ради з питань правової політики. Один з рекордсменів за відсутністю на голосуваннях ВР.

## Життєпис
Народився 26 лютого 1977 р. в родині службовців. Постійно проживає в Києві.

## Родина
- батько — Пузанов Геннадій Григорович (нар. 1947), інженер.
- мати — Пузанова Людмила Миколаівна  (1949—2021), лікар-інфекціоніст.
- дід по матері — Лизіков Микола Федосович (1920—1999), білоруський радянський лікар-акушер-гінеколог, доктор медичних наук (1969), професор (1969).
- сестра — Пузанова Ольга Геннадіївна (нар. 1973), лікар-терапевт, ревматолог,  доктор медичних наук (2016), професор Київського медичного університету (від 2018)[3].
- Виховує двох доньок.

## Освіта
Київській національний економічний університет (закінчив 1999 р.), магістр з правового регулювання економіки.
Вільно володіє англійською мовою.

## Кар'єра
- Трудову діяльність розпочав у 1996 р. в юридичній компанії на посаді юриста.
- 2000 р. отримав свідоцтво про право на заняття адвокатською діяльністю.
- 2000-2003 рр. працював в комерційних банках. Послідовно обіймав посади головного юрисконсульта управління кредитної діяльності банку, начальника управління правового захисту інтересів банку, начальника юридичного управління, входив до складу правління банку.
- У листопаді 2003 р. заснував та очолив "Юридичну фірму «Пузанов та Партнери».
- У червні 2010 р. був призначений заступником голови Київської міської державної адміністрації.
- З лютого 2012 р. призначений на посаду заступника голови КМДА — керівника апарату
- В квітні 2014 р. звільнений з посади за власним бажанням.
- З квітня 2014 р. працює радником голови правління ПРАТ СК «УСГ».

## Політична діяльність
На посаді заступника голови Київської міської державної адміністрації — керівника апарату Пузанов курував питання суспільних комунікацій, зовнішньої реклами, комунальної власності (в тому числі повернення до комунальної власності майна, яке раніше було відчужено з порушенням законодавства)[джерело?].
Завдяки діяльності Пузанова, до власності територіальної громади Києва протягом 2011 р. було повернуто корпоративні права на стратегічні для міста підприємства. В тому числі: «Київгаз», «Київводоканал», холдингова компанія «Київміськбуд»] та 34 будівельні підприємства, які входять до її складу. Загальна вартість повернутих активів станом на 2011 р. складала 6 892,187 млн грн[джерело?].
Під час керівництва Пузановим апаратом КМДА, в міській адміністрації було запроваджено електронний документообіг, як складову частину системи електронного урядування[джерело?].
Зусилля міськадміністрації знайшли суспільне визнання. 29 жовтня 2013 р. система електронного урядування КМДА отримала нагороду «ЛЕВ — 2013» в рамках Міжнародного наукового конгресу «Інформаційне суспільство в Україні». Київ було нагороджено за два проекти: «Створення єдиного інформаційного простору територіальної громади міста Києва» (номінація «Електронні інструменти управління територіальною громадою») та «Міський веб-портал адміністративних послуг» (номінація «Електронні сервіси»)[джерело?].
Саму структуру КМДА було оптимізовано. Кількість структурних підрозділів було скорочено з 39 до 21, а число рівнів ієрархії зменшилося з 7, при попередній структурі, до 5[джерело?].
Ринок зовнішньої реклами Києва також зазнав перетворень. У 2012 році спільними зусиллями КМДА та рекламних операторів було розроблено та ухвалено «Концепцію розвитку ринку зовнішньої реклами міста Києва», яка створила на ринку прозорі «правила гри»[джерело?].
Надходження до комунального бюджету Києва від зовнішньої реклами протягом 2010-2014 рр. зросли у 5,7 разів. З 21,5 млн грн., які надійшли в 2010 році (при цьому до призначення Пузанова, за І півріччя 2010 року, бюджет отримав лише 900 тис. грн.), до 120 млн грн. у 2013 році.
Кількість рекламних носіїв за цей час залишилась незмінною — близько 13 тис. шт[джерело?].
Кандидат у народні депутати від партії «Опозиційна платформа — За життя» на парламентських виборах 2019 року, № 32 у списку. На час виборів: радник голови правління ПАТ "Страхова компанія «Українська страхова група», член партії «Опозиційна платформа — За життя». Проживає в Києві.

## Скандали
Пузанов один із найбільших прогульників Верховної Ради, так наприклад, у серпні-вересні 2019 року взяв участь лише у 10% голосувань в парламенті.
Входив у групу депутатів, які оскаржували в КСУ скасування депутатської недоторканності.
22 липня 2025 року голосував за закон України 12414 який був ухвалений з порушенням Регламенту Верховної Ради України та підпорядкував НАБУ та САП Генеральному прокурору і викликав масові протести.